# Loxogramme avenia
Loxogramme avenia là một loài dương xỉ trong họ Polypodiaceae. Loài này được C. Presl mô tả khoa học đầu tiên năm 1836.